# The Mahones
I Mahones sono un gruppo celtic punk canadese.

## Storia del gruppo
I Mahones si sono formati a Kingston, Ontario, nel 1990, con Fintan McConnell detto "Finny" e Barry Williams in occasione della festa di San Patrizio.
Secondo quanto riportato nel loro sito web, il nome sarebbe stato scelto perché faceva rima con Ramones, la celebre punk band statunitense. In un'intervista pubblicata nel Calgary Harald (il 21 settembre 1994), McConnell ha invece dichiarato che il nome era stato scelto anche per un secondo motivo. La celebre Band dei Pogues in principio si chiamava infatti Pogue Mahone: «Quando ho preso il nome Mahones» dice Finny «era perché gli irlandesi dicono sempre 'pogue mahone' (tradotto vuol dire baciami il culo)».
La band subisce le influenze di gruppi come The Clash, Pogues, The Who, The Waterboys e Hüsker Dü. Nel corso degli anni la formazione ha subito molti cambiamenti, solo McConnell e Williams sono rimasti. Da segnalare l'entrata, solo per un tour del 2003, di Terry Woods e Philip Chevron, conosciuti al pubblico per essere membri dei Pogues.
Nel 1999 i Mahones sono colti da un grave lutto, il loro bassista, Joe Chithalen, muore ad Amsterdam poco dopo un concerto. Aveva infatti ingerito del cibo contenente delle noccioline, a cui era allergico senza saperlo.
Nel 2007 hanno fatto un tour mondiale che ha toccato i maggiori festival irlandesi e celtici di Canada, Europa, Australia e Stati Uniti.
Nel 2008 è uscita la loro seconda raccolta, dal titolo di Irish Punk Collection, contenente i più grandi successi e alcuni brani live.

## Formazione

### Formazione attuale
- Fintan "Finny" McConnell – voce, chitarra, mandolino
- Guillaume Lauzon – batteria, cori
- Katie "Kaboom" McConnell – fisarmonica, cori
- Sean Winter – banjo, mandolino, armonica, cori
- Michael O'Grady – tin whistle
- Jon Kane Mandolin – voce

## Discografia

### Album in studio
- 1994 – Draggin' the Days
- 1996 – Rise Again
- 1999 – The Hellfire Club Sessions
- 2001 – Here Comes Lucky
- 2006 – Take No Prisoners
- 2011 – The Black Irish
- 2012 – Angels & Devils
- 2014 – The Hunger & The Fight

### Album dal vivo
- 2003 – Live at the Horseshoe
- 2014 – A Great Night on the Lash – Live in Italy – February 11th, 2014

### Raccolte
- 2003 – Paint the Town Red
- 2008 – Irish Punk Collection